# 焉耆镇 (北魏)
焉耆镇，是中國歷史上南北朝時北魏设置的軍鎮之一。
魏太武帝太平真君九年（448年），北魏灭焉耆国置焉耆镇，在其地驻重兵戍守。治所在员渠（今新疆焉耆回族自治县西南四十里城子）。首任镇将为唐和。车师前部王車伊洛失国后，一度曾率部落镇守焉耆。
焉耆镇在唐代是西域军镇安西四镇之一，位于焉耆国境内。贞观二十二年（648年）置焉耆都督府。由安西都护府统领。调露元年（679年）至开元七年（719年），碎叶取代焉耆为四镇之一，后又恢复其军镇地位。安史之乱后，四镇驻军主力赴中原勤王，吐蕃乘机进攻，四镇留守兵孤军奋战30余年。贞元五年（789年）陷于吐蕃。